# Guaviare (departman)
Guaviare je kolumbijski departman u središnjem dijelu države. Glavni grad departmana je San José del Guaviare. Prema podacima iz 2005. godine u departmanu živi 133.236 stanovnika. Sastoji se od četiri općine.

## Administrativna podjela
U departmanu Guaviare se nalaze četiri općine:
1. Calamar
2. El Retorno
3. Miraflores
4. San José del Guaviare

## Vanjske poveznice
- Službena stranica departmana